# II-V-I
II-V-I (2-5-1 forbindelse, rundgang, kadance eller akkordprogression) er et udtryk for en væsentlig harmonisk forbindelse eller kadance anvendt i en lang række musikgenrer, heriblandt jazz. Den betegner en følge af akkorder, hvis grundtoner falder i kvinter fra 2. trin (subdominanten) til 5. trin (dominanten) til 1. trin (tonika) i en given toneart. 
Indenfor jazz harmonik er II-V-I kadancen ekstremt udbredt, hvor den indgår i en lang række standarder. 